# Sweeter than Fiction
《比小說更甜蜜》（英語：Sweeter than Fiction）是美國創作歌手泰勒絲的一首歌曲，收錄於英國電影《成名機會》的原聲帶。 這首歌是由泰勒絲和傑克·安東諾夫共同創作及共同製作，並於2013年10月21日通過大機器唱片發行，成為原聲帶專輯的主唱。
2023年11月26日，此歌曲的重錄版被收录于塔吉特百货独占销售的《1989 (重制版)（柑橘色黑胶版）》中。 